# Joseph-Alphonse Pelletier
Joseph-Alphonse Pelletier, né à Saint-Ulric le 11 mai 1901 et mort à Sainte-Anne-des-Monts le 21 janvier 1988 est un entrepreneur et homme politique québécois.
Il fait ses études à l’école paroissiale de Saint-Ulric. De 1923 à 1967, il est un entrepreneur et homme d'affaires dans la région de Saine-Anne-des-Monts ; il acquiert et exploite diverses entreprises et commerces, dont une beurrerie, une station-service, un moulin à scie et une concession de produits Chrysler, Plymouth et Fargo,.
Il est élu maire de Sainte-Anne-des-Monts en 1939, puis de 1945 à 1951, commissaire d’école de 1942 à 1945 et président de la commission scolaire locale de 1945 à 1950,.
Joseph-Alphonse Pelletier est élu député de l’Union nationale dans la circonscription de Gaspé-Nord à l’élection générale du 17 août 1936. Il est défait à l’élection générale du 25 octobre 1939, remportée par le Parti libéral du Québec dirigé par Adélard Godbout, puis réélu à l’élection générale du 8 août 1944, remportée par l’Union nationale dirigée par Maurice Duplessis, et défait à l’élection générale de 1948 par Robert Lévesque, le candidat du Parti libéral,.